# توماس كار
توماس د. كار (بالإنجليزية : Thomas D. Carr) هو عالم حفريات فقريات حصل على الدكتوراه. من جامعة تورنتو في عام 2005. وهو الآن عضو في كلية البيولوجيا في كلية قرطاج في كينوشا ، بولاية ويسكونسن. الكثير من أعماله تركز على الديناصورات التيرانوصورية. نشر كار أول تحليل كمي لتورانوسورويد الجنين في عام 1999 ، مؤسسًا أن العديد من الأجناس وأنواع التيرانوصورات التي تم التعرف عليها سابقًا كانت في الواقع أحداثًا من الأنواع الأخرى المعروفة. شارك كار جائزة Lanzendorf للتوضيح العلمي في مؤتمر مجتمع الحفريات الفقارية لعام 2000 للعمل الفني في هذه المقالة.  في عام 2005 ، قام هو وزميلان بتسمية وتسمية Appalachiosaurus ، وهو تيانانوصوري قاعدي متأخّر تم العثور عليه في ألاباما.  وهو أيضا مستشار علمي لمتحف ديناصور ديسكفري في كينوشا ، ويسكونسن.